# Stig Andersson (Biathlet)
Stig Andersson (* 4. März 1931) ist ein ehemaliger schwedischer Biathlet.
Stig Andersson gewann 1960 und 1961 die Titel im Einzel der schwedischen Meisterschaften. International kam er bei der Biathlon-Weltmeisterschaft 1961 in Umeå zum Einsatz, wo er den 18. Rang im Einzel belegte. In der inoffiziellen Mannschaftswertung, bei der die drei besten Ergebnisse der Teilnehmer der verschiedenen Nationen addiert wurden, wurde er mit Klas Lestander und Tage Lundin in der inoffiziellen Mannschaftswertung Dritter. Dabei setzte er sich für die Wertung gegen als drittbester Schwede gegen den Vierten, Lenart Björken durch. Mittlerweile werden die Ergebnisse in der offiziellen Staffelstatistik der Internationalen Biathlon-Union geführt. Von 1957 bis 1961 nahm Andersson am Vasalauf teil, beste Platzierung wurde ein 15. Platz. Für seine sportlichen Leistungen wurde ihm 1960 die Goldene Uhr der Bergslagspostens zuerkannt.